# ميا مارفن
ميا مارفن (بالإنجليزية: Mia Marvin)‏ هي ممثلة أمريكية، ولدت في 1 نوفمبر 1904، وتوفيت في 27 سبتمبر 1992 بسبب مرض.

## وصلات خارجية
- ميا مارفن على موقع IMDb (الإنجليزية)
- ميا مارفن على موقع قاعدة بيانات الفيلم (الإنجليزية)